# Bandera de la Ciutat del Vaticà
La bandera de la Ciutat del Vaticà és de forma quadrada constituïda per dues bandes verticals iguals, groga al costat del fust i blanca. A la part blanca en el centre s'hi situen les claus de Sant Pere creuades i coronades per la tiara papal.
En heràldica, els colors blanc i groc representen l'or i l'argent. Per raó de la regla de contrarietat dels colors, normalment no són situats de costat, excepte en aquesta bandera, on els colors representen igualment les claus de Sant Pere i els colors que tenen a l'escut.

## Banderes dels Estats Pontificis

Bandera dels Estats Pontificis abans de 1808.
Bandera dels Estats Pontificis entre 1808-1870.